# Benno Albrecht
Benno Albrecht (Caracas, 10 novembre 1957) è un architetto e docente italiano, dal 2021 rettore dell'Università Iuav di Venezia.

## Biografia
Benno Albrecht è nato a Caracas, Venezuela, da famiglia triestina, il 10 novembre 1957. Si è laureato all'Istituto Universitario di Architettura di Venezia (IUAV) con Vittorio De Feo e ha poi lavorato con Vittorio Gregotti e Leonardo Benevolo.
Negli anni presso lo Studio di Gregotti a Milano lavora nel gruppo di lavoro per il Progetto per il Parco Archeologico dei Fori imperiali. Con il progetto per il Museo Nazionale del Paleolitico di Isernia vince il premio il primo premio del Premio Internazionale di Architettura “Andrea Palladio” nel 1988. Ha lavorato ad importanti piani tra i quali il PPE - Piano Particolareggiato Esecutivo del Centro Storico di Palermo del 1989, e il PRG - Piano Regolatore Generale di Venezia del 1996.
La sua carriera professionale è stata segnata da una intensa attività progettuale; ha ricevuto premi di architettura per le opere e per i progetti realizzati, e ha vinto e ricevuto premi in concorsi di progettazione nazionali e internazionali.
Ha tenuto conferenze e insegnato in università e centri di ricerca in Europa, Asia, Africa e Americhe. Ha curato mostre alla Triennale di Milano e le sue opere sono state esposte in Italia e all'estero.
Dal 2021 è rettore dell'Università Iuav di Venezia, dove è professore ordinario di composizione architettonica e urbana.
Ha fondato e diretto la laurea magistrale in architettura per la sostenibilità all'Università Iuav di Venezia, primo insegnamento dedicato alla sostenibilità in Italia e tra i primi in Europa. Ha partecipato al primo W.A.Ve., Workshop di Architettura a Venezia, riformato i Master e la Scuola di Dottorato e ideato, insieme ad Alberto Ferlenga, Iuav Abroad, la rete 580 accademici e professionisti, che insegnano e lavorano all'estero, e Iuav Alumni. È stato direttore della Scuola di Dottorato Iuav e co-direttore di EPiC Earth and Polis Research Center, centro internazionale EPiC sulle città resilienti e sulla ricostruzione.
È stato il Principal Investigator di progetti di ricerca per diverse organizzazioni internazionali: World Bank – Banca Mondiale per la Ricostruzione, UN ESCWA – Commissione economica e sociale per l'Asia occidentale, UNDP – Programma delle Nazioni Unite per lo Sviluppo. Le sue principali aree di progetto e ricerca sono la sostenibilità e il patrimonio urbano. Dopo la guerra in Siria, ha condotto ricerche multidisciplinari sulla ricostruzione urbana e sociale nei paesi dell'Africa settentrionale e del Medio Oriente e ha fondato Urbicide Task Force, il gruppo di ricerca Iuav per la ricerca, la progettazione, la condivisione delle conoscenze e lo sviluppo delle capacità relative alle strategie di ricostruzione, con particolare riguardo alla regione MENA. Le collaborazioni con l'UNDP proseguono nel 2024, anno nel quale viene affidato all'università IUAV un piano di ricostruzione per la Striscia di Gaza, durante il pieno svolgimento della Guerra Israele-Hamas.

## Opere

### Principali progetti architettonici e urbani
- 1987-1994: Museo nazionale del Paleolitico di Isernia; direttore del progetto
- 1988-1989: 12 abitazioni a Iseo[9][10][11], Brescia; direttore del progetto
- 1988-1989: Ampliamento e ristrutturazione del municipio, nuovo centro civico cittadino, biblioteca, auditorium e socio-assistenziale e progetto di aree verdi a Bovezzo[12], Brescia; progettista
- 1990-1991: 16 abitazioni a S. Polo, settore urbano 7, “Case Rosse”, e 16 abitazioni per il settore urbano 11, “Case Gialle”, Brescia; progettista
- 1991: Concorso internazionale di idee per la sistemazione delle aree di Piazzale Roma[13]; direttore del progetto
- 1991-1992: Piano per la nuova zona industriale di Gussago, Brescia
- 1992: Nuova stazione degli autobus e un garage per 1.000 auto, Brescia[14]; direttore del progetto
- 1992: Masterplan per la valorizzazione del patrimonio delle Ferrovie dello Stato a Milano; architetto, con Leonardo Benevolo
- 1993: Concorso internazionale di idee per il nuovo Parlamento di Berlino[15][16][17]; direttore del progetto
- 1993-1995: Progetto per la nuova sede dell'Ambasciata d'Italia e della casa dei diplomatici a Islamabad; progettista, con Leonardo Benevolo
- 1995: Progetto per l'area urbana di Ancona colpita dalla frana; direttore del progetto
- 1995: Concorso internazionale per il nuovo terminal portuale di Yokohama, Giappone; direttore del progetto
- 1995: Progetto per il nuovo Centro Commerciale Kings Cross a Varsavia, (Polonia); direttore del progetto
- 1995-1997: 66 abitazioni e negozi nel Piano Regolatore area A/12, contrada Violino, Brescia; direttore del progetto
- 1996: Progetto preliminare della sistemazione delle aree intorno al Castello Normanno e al Lungomare di Palermo, parcheggi e fabbricati commerciali; direttore del progetto, con Leonardo Benevolo
- 1996-1997: Studio delle politiche per aumentare la densità nel centro di Mestre (Venezia); direttore del gruppo di progettazione
- 1996-1997: Masterplan per 3000 alloggi sociali a Rimini; direttore del progetto, con Leonardo Benevolo
- 1997-2002: Piano dettagliato dell'area centrale di San Donato Milanese[18][19][20]; direttore del progetto
- 1998-1999: Piano del centro storico di Palermo e studio delle aree del Foro Italico; direttore del gruppo di progettazione con Leonardo Benevolo
- 1998-2000: 54 abitazioni "sostenibili" (Case Bianche) a San Polo, Brescia[21]; direttore del progetto
- 1999: Concorso internazionale per la trasformazione del porto di Amburgo, Amburgo (Germania)
- 2000: Concorso internazionale per l'ampliamento del Cimitero di San Michele, Venezia; direttore del progetto
- 2000-2001: Valutazione del rapporto del Centro Storico di Trieste con il territorio urbano ed extraurbano; direttore del progetto
- 2000-2001: Progetto per la ristrutturazione di siti dismessi delle ferrovie ferraresi; direttore del progetto
- 2001-2003: Piano di Riabilitazione Urbanistica dell'area portuale Mof, comune di Ferrara; direttore del progetto
- 2005-2007: 14 abitazioni "sostenibili" a San Martino della Battaglia, Brescia; direttore del progetto
- 2005-2007: 13 abitazioni "sostenibili" a Palazzolo sull'Oglio, Brescia; direttore dei lavori
- 2009: Progetto per un nuovo parco urbano "ecosostenibile" a Cellatica, Brescia (19 ettari); direttore del progetto

### Workshop internazionali su progettazione urbana sostenibile e rigenerazione
- 2005: Workshop “Sustainable architecture” at Gadjah Mada University, Yogyakarta, Indonesia
- 2006: Workshop “Sustainable City” ILAUD, Buenos Aires, Argentina
- 2007: Workshop “Sustainable architecture”, University of Civil Engineering Faculty of Architecture and Planning Ha Noi, Ha Noi, Viet Nam
- 2009: Workshop  “Sustainable architecture in Dogon Country,  Bandiagarà, Mali
- 2010: Workshop “Strategies for sustainable architecture”, Vilnius Academy of arts, Vilnius, Lithuania

### Scritti
Ha elaborato circa 260 prodotti di ricerca. Tra le sue pubblicazioni scientifiche:
- B. Albrecht, L. Benevolo, I confini del paesaggio umano, Laterza, Bari 1994
- B. Albrecht, La città delle piazze. La sistemazione complessiva di Roma dal 1676 al 1748, in AA.VV., Metamorfosi delle città, Scheiwiller, Milano 1995
- B. Albrecht, L. Benevolo, Le origini dell'architettura, Laterza, Bari 2002
- B. Albrecht, Associatiassociati-architetture italiane, casa editrice Libria, Melfi 2004
- B. Albrecht, Metodo della pianificazione urbanistica-Disegno urbano sostenibile, in AA.VV., Il Nuovo Manuale Di Urbanistica, vol. 2, edizioni Mancosu, Roma 2007
- B. Albrecht, L. Cecchinato, F. Diana, L. Schibuola, L. Zanetti, Strategie a grande scala per progetti a basso consumo, in Architettura_Energia, a cura di M. Barucco e D. Trabucco, EdicomEdizioni, Monfalcone-Gorizia 2007
- B. Albrecht, M. Frate, Disegno urbano sostenibile e adattativo, in L'architettura e le sue declinazioni, a cura di Fabio Labelli e Sara Marini, IUAV-Ipertesto Edizioni, Verona 2008
- B. Albrecht, Holistics, sustainability and architecture, in AA.VV., Ecological living what architecture for a more sustainable city? Actes sud/cite de l'architecture & du patrimoine-institut français d'architecture, Paris 2009
- B. Albrecht, La scienza dell'architetto sostenibile, in Strategie per il progetto della città sostenibile, a cura di Monica Bosio e Mauro Frate, Marsilio Editori, Venezia 2010
- B. Albrecht, La responsabilità di un pianeta abitabile, in Equivivere per un'architettura sostenibile, a cura di Architettando (associazione culturale), Il Poligrafo, Padova 2010
- B. Albrecht, M. Biraghi, A. Ferlenga (a cura di), L'architettura del mondo. Infrastrutture, mobilità, nuovi paesaggi, Editrice Compositori, Bologna 201
- B. Albrecht, Ambiente e sostenibilità, in M. Biraghi, A. Ferlenga, Architettura del novecento, Giulio Einaudi, Torino 2012
- B. Albrecht, Conservare il futuro. Il pensiero della sostenibilità in architettura, Il Poligrafo, Padova 2012
- B. Albrecht, Africa sustainable future, editore Università Iuav di Venezia, Venezia 2013
- B. Albrecht, Africa Big Change Big Chance, Catalogo della Mostra alla Triennale di Milano, Editrice Compositori, Bologna 2014
- B. Albrecht, A. Magrin (a cura di), Esportare il centro storico, Guaraldi srl, Rimini
- 2014
- B. Albrecht, F. De Dominicis, J. Galli, Arturo Mezzedimi Architetto della superproduzione, Guaraldi srl, Rimini 2015
- B. Albrecht, A. Magrin (a cura di), Il Bel Paese. 1 progetto x 22.621 centri storici, Rubbettino, Soveria Mannelli 2017
- B. Albrecht, J. Galli (a cura di), Syria – The Making Of The Future: From Urbicide To The Architecture Of The City, Incipit Editore e Università Iuav di Venezia, 27 volumi in cofanetto, Bergamo 2017
- B. Albrecht, A. Magrin, Durabilità e patrimoni. Eredità e futuro. Precisazioni di restauro urbano, Mimesis, Milano 2017
- W.A.Ve. Syria the Making of the Future - From Urbicide to the Architecture of the City (2017)
- B. Albrecht, M. Frate, La città delle Terre Basse – The lowlands city, ed. bilingue, Università Iuav di Venezia, Venezia 2019
- B. Albrecht, J. Galli, Urbicide rural syria. Reconstruction of villages, Anteferma Edizioni, Venezia 2019
- B. Albrecht, M. Frate, Guerra e pace – War and peace, ed. bilingue, Anteferma Edizioni, Venezia 2020

## Riconoscimenti
- 1988: Premio Internazionale di architettura "Andrea Palladio" (1988). Primo premio della seconda sezione con il progetto del "Museo Nazionale del Paleolitico di Isernia".
- 1990: Premio Internazionale Italstat per l'Europa (1991) bandito dall'Italstat del gruppo IRI. Segnalazione per l'attribuzione del premio con il progetto delle case a schiera realizzate ad Iseo (BS).
- 1990: Premio internazionale di architettura "Premio Piranesi" (Slovenia, 1990). Segnalazione con il progetto di case a schiera a S.Polo (BS)
- 1991: Italstat International Prize for Europe, IRI Group: segnalato il progetto delle case a schiera realizzate a Iseo, Brescia
- 1994: Marble Architectural Awards. Menzione speciale per la Sezione I (Rivestimenti esterni) con il progetto della sede della Cooperativa Operai Cavatori del Botticino, Brescia

## Mostre di architettura
- 1988: Exhibition of International Architecture Award “Andrea Palladio”, Vicenza, Zurigo, Toronto
- 1989: Architetti triestini – progetti e idee. 1975-1989, Trieste
- 1990: Exhibition of International Architecture Award “Piranesi”, Pirano (Slovenia)
- 1990: Mostra del premio “Opera Prima” 1990 ANDIL, Roma
- 1991: Exhibitionn of International Award “Una porta per Venezia”, Venezia
- 1992: Triennale di Milano – XVIII International exhibition, Milano
- 1993: Exhibition of International Ideas Competition for construction of new offices of the Parliament of Berlin, Berlin
- 1993-94: Exhibition of International Architecture Award “Andrea Palladio”, Francoforte sul Meno, Siviglia, Vicenza
- 1993-1994-1995: Architettura Italiana Contemporanea. Esperienze e ricerche delle nuove generazioni, Bari, Firenze, Genova, Palermo, Milano
- 1994: Architettura Contemporanea: un confronto fra generazioni, Porto, Trieste, Torino, Napoli, Palermo
- 1994: Mostra del Premio Nazionale di Architettura “Luigi Cosenza”, Napoli
- 1995: Architetti del Friuli Venezia Giulia, Udine
- 1996: Sensori del futuro: l'architetto come sismografo, sezione italiana della VI Mostra Internazionale di Architettura La Biennale di Venezia, Venezia
- 1999: Architecture proposed programs and projects. European consultation in the fiftieth anniversary of the seventh CIAM Bergamo 1949, Bergamo
- 1999-2000-2001: Lo Spazio Pubblico in Italia: 1900-1999. Arredare la Città, Lugano, Omegna, Lucca
- 2000: mostra dell'International Architecture Award “Piranesi”, Pirano (Slovenia)
- 2002: Nuova architettura italiana: due generazioni a confronto, gennaio-febbraio Graz,
- marzo-maggio Praga;
- 2003-2004: associatiassociati, archea associati, Mauro Saito, Bari, Benevento, Avellino, Campobasso
- 2005: laboratorioitalia, festival dell'architettura, Parma
- 2005: Italy Now? Country Positions in Architecture, Cornell University (USA)
- 2006: Tre musei virtuali per Perugia, Perugia
- 2007: mostra del Concorso internazionale per la riqualificazione del complesso ospedaliero di Santa Chiara a Pisa, Pisa
- 2008: Italy Now? Country Positions in Architecture, ETH, Zurigo, Svizzera
- 2015: Esportare il Centro Storico, Palazzo Martinengo delle Palle, Brescia
- 2017: Il Bel Paese. 1 progetto x 22.621 centri storici. Triennale di Milano, Milano